# Nõmme
Nõmme là một quận của Tallinn, thủ đô Estonia. Quận có dân số 38.168 người (thời điểm 1/3/2010) và diện tích 28 km2 (11 dặm vuông Anh), mật độ dân số 1.363,1/km2 (3.531/sq mi).

## Hành chính
Quận Nõmme được chia thành 10 phó quận: (tiếng Estonia: asum): Hiiu, Kivimäe, Laagri, Liiva, Männiku, Nõmme, Pääsküla, Rahumäe, Raudalu, Vana-Mustamäe.